# Amblyomma americanum
Amblyomma americanum es una especie de garrapata del género Amblyomma.

## Distribución
Está muy extendida en los Estados Unidos desde Texas hasta Iowa en el medio oeste y el este a la costa, donde se encuentra hasta el norte de Maine.  Es más común en áreas boscosas, especialmente en los bosques con densa vegetación, y árboles de gran tamaño.

## Vector
Al igual que todas las garrapatas,  puede ser un vector de enfermedades incluyendo la ehrlichiosis humana monocitotrópica (Ehrlichia chaffeensis), la ehrlichiosis granulocítica canina y humana (Ehrlichia ewingii), tularemia (Francisella tularensis), y enfermedad eruptiva de garrapata asociada (STARI, posiblemente causada por el espiroqueta Borrelia lonestari). STARI exhibe una erupción similar a la causada por la enfermedad de Lyme, pero en general se considera que es menos grave.
Aunque la bacteria responsable de la enfermedad de Lyme, Borrelia burgdorferi, de vez en cuando se ha aislado de las garrapatas estrella solitaria, numerosas pruebas de competencia de vectores han demostrado que esta garrapata es extremadamente poco probable que sea capaz de transmitir la enfermedad de Lyme. Hay evidencia de que la saliva de A. americanum  inactiva Borrelia burgdorferi más rápidamente que la saliva de Ixodes scapularis.

## Alergia a la carne
Según una investigación realizada por los doctores Thomas Platts-Mills y Scott Commins publicado en 2009, la picadura de esta garrapata puede causar que una persona desarrolle una alergia a la carne de mamífero no primate y productos cárnicos. Esta alergia se caracteriza por la aparición en el adulto de una reacción tardía de urticaria o aparecer anafilaxis 4-8 horas después del consumo del alergeno. El alérgeno se ha identificado como un hidrato de carbono llamada alfa-galactosa, comúnmente conocido como alfa gal. Al igual que ocurre en los mamíferos no primates, Alpha Gal también se encuentra en la caspa de gato y un fármaco utilizado para tratar el cáncer de cabeza y cuello. Pruebas comerciales para Alpha Gal IgE estuvieron disponibles después de esta investigación.